# California State Route 52
Pour les articles homonymes, voir Route 52.
La California State Route 52 est une route de l'État de Californie, aux États-Unis. Orientée est-ouest, elle se situe dans le comté de San Diego et relie La Jolla à Santee.